# بالدرغان‌لی
بالدرغان‌لی (ترکی آذربایجانی: Baldırğanlı) یک منطقهٔ مسکونی در جمهوری آرتساخ است که در استان کاشاتاق واقع شده‌است.